# Jefta Dube
Jefta Dube (* 1962; † 30. Januar 2001) war ein Polizist in Simbabwe, der 1983 bis 1986 zum Personenschutz des Präsidenten Canaan Banana abkommandiert worden war.
1995 erschoss er seinen Kollegen Patrick Mashiri, nachdem dieser ihn als „Bananas Weib“ bezeichnet hatte. Jefta Dube wurde im Februar 1997 deshalb von einem Gericht in Harare wegen Mordes bei verminderter Zurechnungsfähigkeit zu zehn Jahren Haft verurteilt.
Schlagzeilen machte dieser Prozess wegen der Aussagen Dubes, mit denen er den früheren Präsidenten bezichtigte, ihn in den Jahren 1984 bis 1986 regelmäßig zu sexuellen Handlungen genötigt und mit Drogen willenlos gemacht zu haben. Als Dube sich einmal weigerte, hätte ihn der damalige Präsident für drei Tage ins Gefängnis sperren lassen, allerdings mit der offiziellen Begründung, er sei nicht an das Telefon gegangen, also einer Amtspflichtverletzung.
Canaan Banana, der 1987 als Diplomat zur Organisation für Afrikanische Einheit (OAU) wechselte, nachdem Robert Mugabe das Präsidentenamt übernommen hatte, wurde verurteilt. Im Prozess gegen ihn wurden ihm elf Fälle sexueller Nötigung nachgewiesen. Neben einer Haftstrafe wurde er auch zur Zahlung von 12.000 US-Dollar an Dube und die Familie seines Opfers verurteilt. Aber das Problem der persönlichen Abhängigkeit von Beamten gegenüber mächtigen Politikern bis hin zur erzwungenen Erduldung von Willkür wurde nicht weiter diskutiert, wie sich am nachlassenden Medieninteresse zeigte. Jefta Dube verschwand aus den Schlagzeilen und mit ihm das Problem.